# Tipula (Savtshenkia) odontostyla
Tipula (Savtshenkia) odontostyla is een tweevleugelige uit de familie langpootmuggen (Tipulidae). De soort komt voor in het Palearctisch gebied.